# My Universe
«My Universe» — песня британской группы Coldplay и южнокорейской группы BTS, вышедшая 24 сентября 2021 года в качестве второго сингла Coldplay с их предстоящего девятого студийного альбома Music of the Spheres. Песня исполняется на английском и корейском языках.
Песня дебютировала на первом месте в американском хит-параде Billboard Hot 100, став для BTS их шестым чарттоппером и вторым для Coldplay после «Viva la Vida» (2008). Сингл также стал первым в истории номером один в исполнении двух равно заявленных групп, и первым треком британской группы, дебютировавшим на первом месте в США за всю историю чарта.

## История
Название песни было впервые объявлено в рамках релиза трек-листа Music of the Spheres в июле 2021 года без какого-либо упоминания песни с участием BTS. Фрагмент песни был включен в трейлер под названием «Overtura», также не было никаких доказательств участия корейской группы. 13 сентября 2021 года выяснилось, что песня является совместной работой Coldplay и BTS.
Сингл был анонсирован в закодированном сообщении в социальной сети Coldplay на Alien Radio FM. После выпуска музыкального видео «Permission to Dance» в начале июля 2021 года группы впервые объединились во время эпизода сериала Released на канале YouTube, во время которого они присоединились к дискуссии с фронтменом Coldplay Крисом Мартином о том, что послужило вдохновением для «#PermissionToDance Challenge». Тем не менее, слухи о сотрудничестве между двумя группами уже начали циркулировать в феврале 2021 года, после того, как BTS сделали кавер на их хит 2005 года «Fix You» на «MTV Unplugged». 26 сентября они планируют выпустить документальный фильм о песне «Inside My Universe», а также ремикс на «Supernova 7» и акустическую версию.

## Отзывы
Песня получила положительные отзывы музыкальной критики и интернет-изданий. Риан Дейли из NME дала песне положительную оценку (четырех звезд из пяти) и назвала её «небесной одой единству, надежде и силе любви». Она также отметила, что, хотя некоторые могут рассматривать трек как необычное сочетание, объединение сил двух групп имеет полный смысл, потому что «обе разделяют пристрастие к поэтическому и искреннему подходу в своей музыке; а также являются двумя из известнейших групп в мире, они также являются двумя из самых глубоких мыслителей современной поп-музыки, наполняя свои тексты трогательными высказываниями о любви и жизни».

## Награды и номинации
Песня получила множество наград и номинаций, в том числе пять еженедельных премий Melon Popularity Awards в Южной Корее.
| Год  | Церемония                              | Категория                                           | Результат | Ссылка |
| ---- | -------------------------------------- | --------------------------------------------------- | --------- | ------ |
| 2021 | Guinness World Records                 | Highest Debut by a UK Group in the US Singles Chart | Победа    | [ 19 ] |
| 2021 | Melon Music Awards                     | Best Collaboration                                  | Победа    | [ 20 ] |
| 2021 | Mnet Asian Music Awards                | Best Collaboration                                  | Номинация | [ 21 ] |
| 2021 | Mnet Asian Music Awards                | Song of the Year                                    | Номинация | [ 21 ] |
| 2021 | MTV Video Music Awards Japan           | Best Collaboration Video                            | Победа    | [ 22 ] |
| 2021 | NRJ Music Awards                       | International Collaboration of the Year             | Победа    | [ 23 ] |
| 2021 | People’s Choice Awards                 | The Music Video of 2021                             | Номинация | [ 24 ] |
| 2021 | Premios MUSA                           | International Collaboration of the Year             | Победа    | [ 25 ] |
| 2022 | Art Directors Guild Awards             | Short Format — Webseries or Music Video             | Номинация | [ 26 ] |
| 2022 | Billboard Music Awards                 | Top Rock Song                                       | Номинация | [ 27 ] |
| 2022 | GAFFA Awards Sweden (Priset)           | Best Foreign Song                                   | Номинация | [ 28 ] |
| 2022 | Gaon Chart Music Awards                | Song of the Year — September                        | Победа    | [ 29 ] |
| 2022 | Japan Gold Disc Awards                 | Song of the Year by Download — Western Music        | Победа    | [ 30 ] |
| 2022 | Nickelodeon Mexico Kids' Choice Awards | International Hit of the Year                       | Победа    | [ 31 ] |
| 2022 | MTV Millennial Awards                  | Global Hit of the Year                              | Победа    | [ 32 ] |
| 2022 | MTV Millennial Awards Brazil           | Global Hit of the Year                              | Победа    | [ 33 ] |
| 2022 | NME Awards                             | Best Collaboration                                  | Номинация | [ 34 ] |
| 2022 | Rockbjörnen Awards                     | Foreign Song of the Year                            | Номинация | [ 35 ] |

## Музыкальное видео
24 сентября 2021 года вместе с песней было выпущено лирик-видео на космическую тематику с анимированными рукописными текстами обеих групп на английском и корейском языках. Дополнительные клипы-визуализаторы для инструментальной, акустической и ремиксовой версии трека Supernova 7 были опубликованы в последующие дни.
Официальное музыкальное видео режиссера Дэйва Мейерса было выпущено 30 сентября 2021 года. Действие происходит в планетной системе «Сферы» (Spheres), где музыка запрещена Глушителями (Silencers), видео показывает, как Coldplay, BTS и вымышленная инопланетная группа Supernova 7 вместе исполняют «My Universe». Хотя эти три группы расположены на разных планетах, они объединены в голограммы с помощью технологии «HOLOBAND», контролируемой инопланетянином DJ Lafrique, который транслирует их выступления по всей системе со своего радиокорабля, пока за ними охотятся Silencers.
Coldplay сняли видео в пустом заброшенном муниципальном комплексе бассейнов в Руби (Барселона, Испания) в июле 2021 года. Часть ролика с BTS была снята на зелёной сцене в студии в Сеуле (Южная Корея) через две недели после съёмок в Барселоне.

## Концертные выступления
23 сентября 2021 года, за день до официального релиза «My Universe», Coldplay исполнили песню на шоу «Small Stage Series» сервиса Pandora в театре Аполло в Нью-Йорке. Крис Мартин анонсировал «My Universe» во время своего выступления в качестве гостя на The Kelly Clarkson Show, которое вышло в эфир на следующий день, где он исполнил короткую акустическую версию. 25 сентября группа исполнила песню на ежегодном музыкальном фестивале Global Citizen Festival в Центральном парке Нью-Йорка, причем BTS появились виртуально через предварительно записанное видео, которое показывалось на экране позади них.

## Коммерческий успех
Песня дебютировала на первом месте в американском хит-параде Billboard Hot 100, став для BTS их шестым чарттоппером и вторым для Coldplay спустя 13 лет после «Viva la Vida» (2008). Для Макса Мартина это его 23-й чарттопер в качестве продюсера (и он сравнялся с рекордным показателем Джорджа Мартина) и 25-й в качестве соавтора (третье место после Пола Маккартни и Джона Леннона, 32 и 26 соответственно). Это второй самый длинный разрыв между лидерами со времен Шер, чья «Believe» поднялась на вершину чарта от 13 марта 1999 года, что составляет рекордные на 10 дней меньше 25 лет с тех пор, как она в последний раз лидировала с «Dark Lady» в 1974 году. Среди групп Coldplay имеют второй в истории самый длительный разрыв между № 1 в Hot 100 после рекордного достижения The Beach Boys, когда их сингл «Kokomo» возглавил чарт 5 ноября 1988 года, спустя без одного месяца почти 22 года после прошлого их лидера «Good Vibrations» в 1966 году.
Сингл «My Universe» стал для Coldplay их пятым хитом в десятке лучших top 10 (и девятым для BTS) и первым после их коллаборации «Something Just Like This» с The Chainsmokers, который был на № 3 в апреле 2017 года. Трек также возглавил цифровой чарт Digital Song Sales, где это уже девятый номер один для группы BTS и увеличение их же рекорда среди всех групп, и рок-чарты Hot Rock & Alternative Songs и Hot Alternative Songs.
BTS стали вторыми после The Beatles, так как достигли значения в шесть номеров один в Hot 100 за год и чуть больше месяца. Это самый быстрый набор из шести лидеров с тех пор, как The Beatles набрали шесть чарттопперов за год и две недели в 1964-66 годах: «I Feel Fine», «Eight Days a Week», «Ticket to Ride», «Help!», «Yesterday» и «We Can Work It Out». The Beatles удерживают и второй рекорд для самого короткого промежутка времени из шести первых номеров один Hot 100, получив свои первые шесть лидеров за 10 месяцев и три недели в 1964 году: «I Want to Hold Your Hand» «She Loves You», «Can't Buy Me Love», «Love Me Do», «A Hard Day’s Night» и «I Feel Fine».
BTS стали третьим исполнителем в истории с пятью дебютами на первом месте («Dynamite», «Life Goes On», «Butter», «Permission to Dance» и «My Universe») после Арианы Гранде и Дрейка. Сингл также стал первым в истории номером один в исполнении двух равно заявленных групп (Кто был близок к этому достижению? Сингл «I’m Gonna Make You Love Me» в исполнении Diana Ross and The Supremes и The Temptations, был № 2 в 1969 году). И ещё сингл стал первым треком британской группы, дебютировавшим на первом месте в США за всю историю чарта.

## Участники записи
По данным YouTube.
Coldplay
- Крис Мартин — вокал, клавишные
- Гай Берримен — бас-гитара
- Джонни Баклэнд — гитара
- Уилл Чемпион — ударные, перкуссия

BTS
- Чин — вокал
- Сюга — вокал
- Джей-Хоуп — вокал
- RM — вокал
- Чимин — вокал
- Ви — вокал
- Джонгук — вокал

Дополнительный персонал
- Эмбер Стротер — дополнительный вокал
- Джейкоб Кольер — дополнительный вокал
- Билл Рахко — клавишные, программирование, продакшн, дополнительный вокал
- Дэниел Грин — клавишные, программирование, дополнительный продакшн
- Макс Мартин — клавишные, программирование, продакшн, дополнительный вокал
- Оскар Холтер — гитара, клавишные, программирование, продакшн
- Pdogg — инжиниринг вокала, инжиниринг производства
- Рэнди Меррилл — мастеринг-звукоинженер
- Рик Симпсон — дополнительный продакшн
- Тейт Макдауэлл — дополнительный вокал
- Команда мечты — дополнительный продакшн
- Сербан Генеа — звукорежиссёр по микшированию и сведению звука
- Майкл Ильберт — инжиниринг
- Джон Хейнс — инжиниринг
- Мигель Лара — инжиниринг
- Эмма Маркс — помощник инженера
- Дункан Фуллер — помощник инженера
- Коннор Панайи — помощник инженера

## Чарты

### Еженедельные чарты
| Чарт (2021)                                  | Высшая позиция |
| -------------------------------------------- | -------------- |
| Австралия (ARIA)                             | 7              |
| Австрия (Ö3 Austria Top 40)                  | 29             |
| Бельгия/Фландрия (Ultratop 50)               | 7              |
| Бельгия/Валлония (Ultratop 50)               | 29             |
| Канада (Billboard Canadian Hot 100)          | 9              |
| Канада (Billboard CHR/Top 40)                | 43             |
| Чехия (Singles Digitál Top 100)              | 35             |
| Германия (GfK)                               | 13             |
| Мир (Billboard Global 200)                   | 1              |
| Ирландия (IRMA)                              | 15             |
| Италия (FIMI)                                | 41             |
| Япония (Japan Hot 100)                       | 9              |
| Япония (Oricon Combined Singles)             | 21             |
| Литва (AGATA)                                | 22             |
| Нидерланды (Dutch Top 40)                    | 28             |
| Нидерланды (Single Top 100)                  | 43             |
| Норвегия (VG-lista)                          | 14             |
| Республика Корея (Gaon)                      | 18             |
| Швеция (Sverigetopplistan)                   | 19             |
| Швейцария (Schweizer Hitparade)              | 11             |
| Великобритания (OCC UK Singles)              | 3              |
| США (Billboard Hot 100)                      | 1              |
| США (Billboard Adult Pop Airplay)            | 29             |
| США (Billboard Hot Rock & Alternative Songs) | 1              |
| США (Billboard Pop Airplay)                  | 33             |
| США (Billboard Rock & Alternative Airplay)   | 20             |
| США Rolling Stone Top 100                    | 1              |

## Сертификации
| Регион                                                                      | Сертификация  | Продажи   |
| --------------------------------------------------------------------------- | ------------- | --------- |
| Австралия (ARIA)                                                            | Платиновый    | 70 000    |
| Австрия (IFPI Austria)                                                      | Золотой       | 15 000    |
| Канада (Music Canada)                                                       | 2× Платиновый | 160 000   |
| Дания (IFPI Danmark)                                                        | Золотой       | 45 000    |
| Германия (BVMI)                                                             | Золотой       | 200 000   |
| Италия (FIMI)                                                               | Платиновый    | 100 000   |
| Польша (ZPAV)                                                               | Золотой       | 25 000    |
| Португалия (AFP)                                                            | Платиновый    | 10 000    |
| Республика Корея                                                            | —             | 4,966     |
| Испания (PROMUSICAE)                                                        | Золотой       | 30 000    |
| Великобритания (BPI)                                                        | Золотой       | 400 000   |
| США (RIAA)                                                                  | Платиновый    | 1 000 000 |
| Данные о продажах + прослушиваниях приведены только на основе сертификации. |               |           |

### Комментарии
1. ↑  Общие данные о физических продажах в Южной Корее по состоянию на май 2022.[83]